# Rudolf Cejka
Rudolf Cejka (Traiskirchen, 16 marzo 1941 – 11 aprile 1990) è stato un calciatore austriaco, di ruolo difensore.

## Carriera

### Nazionale
Esordisce il 31 ottobre 1965 contro la Germania Est (1-0).